# Tuberaria lignosa
Tuberaria lignosa là một loài thực vật có hoa trong họ Nham mân khôi. Loài này được (Sweet) Samp. miêu tả khoa học đầu tiên năm 1922.